# Alex Wolf
Alex Wolf (Lagundo, 18 marzo 1956) è un ex bobbista italiano.

## Biografia
Partecipò con la Nazionale di bob dell'Italia a due edizioni dei Giochi olimpici invernali. Alle Olimpiadi di Sarajevo 1984 giunse 17° nel bob a quattro, mentre a Calgary 1988 chiuse al 10º posto con il bob a quattro e al 17° nel bob a due in coppia con Georg Beikircher.
Vinse tre volte i Campionati italiani di bob: nel 1983 ottenne una doppietta nel bob a due e a quattro, mentre nel 1985 vinse la gara del bob a quattro.
Conclusa l'attività bobbistica si dedicò all'attività di albergatore presso la tenuta Pünthof, di proprietà della famiglia Wolf dal 1633.